# Oberstammheim
Oberstammheim (toponimo tedesco) è una frazione del comune di Stammheim , nel Canton Zurigo , costituito il 1° gennaio 2019. Fino al 31 dicembre 2018 era un comune autonomo.

## Geografia fisica

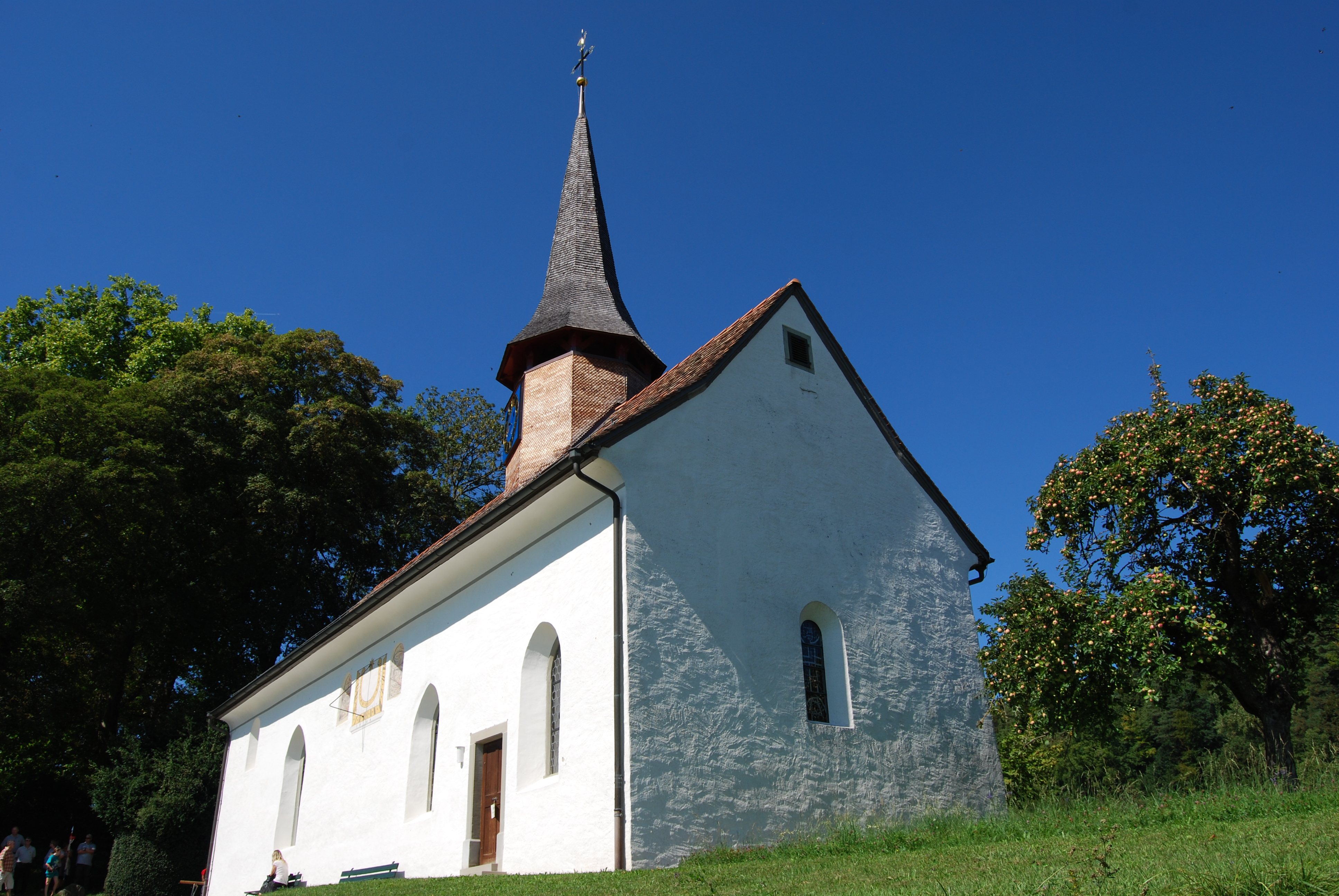
La cappella riformata di San Gallo

## Storia
Il 24 settembre 2017 gli elettori di Oberstammheim, Unterstammheim e Waltalingen hanno deciso di fondersi creando il comune di Stammeheim a partire dal 1° gennaio 2019.

## Monumenti e luoghi d'interesse
- Cappella riformata di San Gallo, eretta nel IX secolo e ricostruita nel 1300[3].

## Società

### Evoluzione demografica
L'evoluzione demografica è riportata nella seguente tabella:

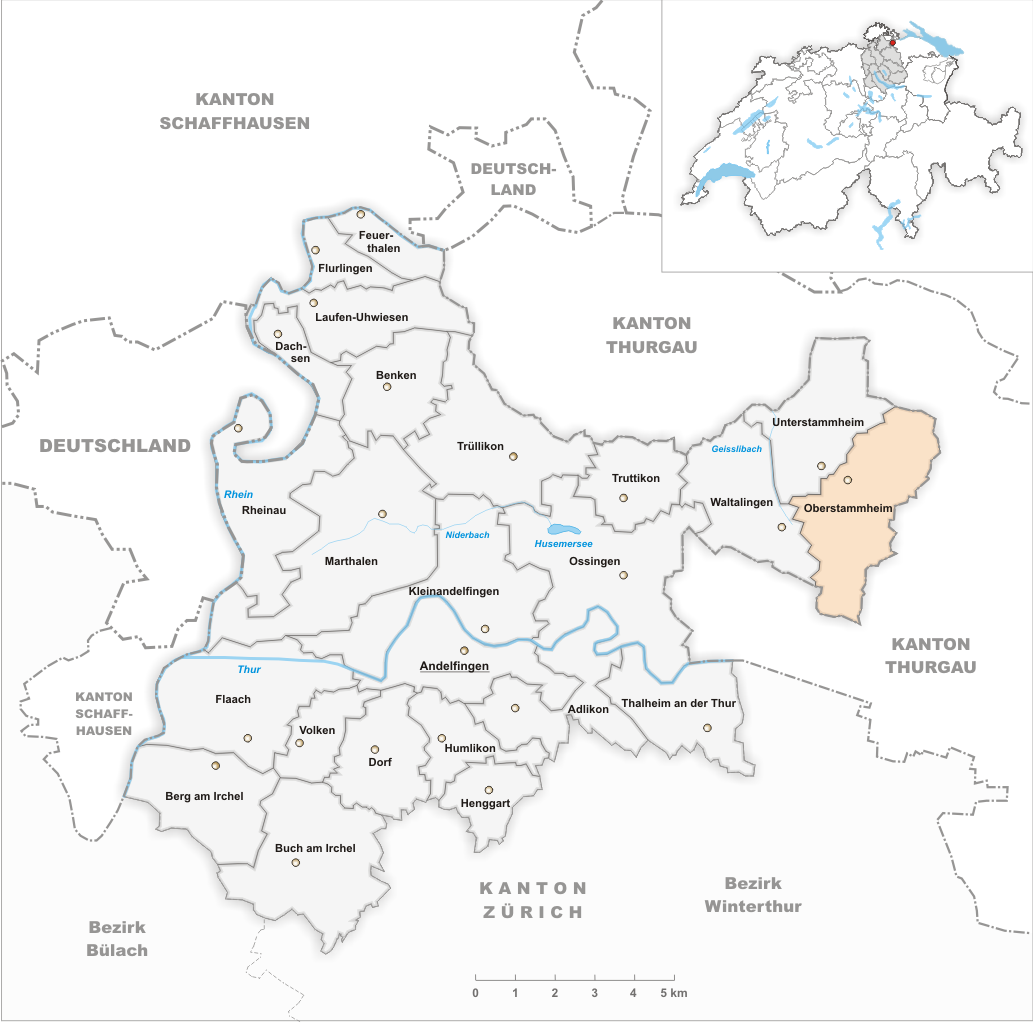
Il comune di Oberstammheim prima della fusione del 1° gennaio 2019

Abitanti censiti

## Amministrazione
Ogni famiglia originaria del luogo fa parte del cosiddetto comune patriziale e ha la responsabilità della manutenzione di ogni bene ricadente all'interno dei confini del comune.